# Epeolus inornatus
Epeolus inornatus (лат.) — вид земляных пчёл-кукушек рода Epeolus из подсемейства Nomadinae (Apidae). Название связано с сероватым опушением и в основном одноцветным темно-коричневым или чёрным внутренним покровом этого вида. От латинского «inornatus» (не украшенный).

## Распространение
Северная Америка: США.

## Описание
Мелкие слабоопушённые пчёлы, буровато-чёрные, с беловато-жёлтыми отметинами на теле как у ос и рыжевато-красными ногами. Длина менее 1 см (тело 8,2 мм; длина головы 1,9 мм; ширина головы 2,6 мм; длина переднего крыла 5,7 мм). Следующие морфологические признаки в комбинации могут быть использованы для отличия E. inornatus от всех других североамериканских Epeolus, кроме Epeolus erigeronis и Epeolus ilicis: мандибулы простые; аксилла не достигает средней длины мезоскутеллума, но свободная часть отчётливо крючковатая, с кончиком, не прикреплённым к мезоскутеллуму на протяжении более 1/3 всей медиальной длины аксиллы; пронотальный воротничок и метасомальные тергиты чёрные; метасомальные тергиты имеют довольно мелкие пунктировки; псевдопигидиальная область самки отчётливо кампанулярная с вершиной <2 × медиальной длины и не соприкасается с двумя большими пятнами бледного томентума (по одному с каждой стороны) по всей длине (соприкасаются только на вершине, расходятся базально). Сходен с видом E. ilicis, но отличаются строением и данными баркодирования. У E. ilicis пронотальная лопасть и ноги более интенсивно красновато-оранжевые, чем коричневые или чёрные (по крайней мере, передняя поверхность метатибии и метатарзуса одинакового красновато-оранжевого цвета), спинная поверхность мезосомы и метасомы имеет серые, но также обычно несколько бледно-желтых коротких прижатых волосков, а стерниты S4 и S5 самца имеют длинные изогнутые медно-серебристые субапикальные волоски. Клептопаразиты, предположительно, пчёл рода Colletes , в гнёзда которых откладывают свои яйца.  Максиллярные щупики 1-члениковые. 2-й стернит брюшка матовый. У самок на 6-м стерните брюшка расположены ланцетовидные, мелко зазубренные отростки. В переднем крыле три радиомедиальных ячейки, 1-я из них много крупнее 3-й. Вершина радиальной ячейки (по форме она эллиптическая) удалена от переднего края крыла. Задние голени со шпорами.